# Trapeziidae
Famille
Les Trapeziidae sont une famille de crabes. Elle comprend 39 espèces actuelles et 7 fossiles dans neuf genres dont trois fossiles. Elles sont symbiontes de cnidaires.

## Liste des genres
| Selon World Register of Marine Species (22 février 2014) : - sous-famille Calocarcininae Števčić, 2005 - genre Calocarcinus Calman, 1909 - genre Philippicarcinus Garth & Kim, 1983 - genre Sphenomerides Rathbun, 1897 - sous-famille Quadrellinae Števčić, 2005 - genre Hexagonalia Galil, 1986 - genre Quadrella Dana, 1851 - sous-famille Trapeziinae Miers, 1886 - genre Trapezia Berthold, 1827 | Selon ITIS (22 février 2014) : - genre Domecia Eydoux & Souleyet, 1842 - genre Garthiope Guinot, 1990 - genre Jonesius Sankarankutty, 1962 - genre Trapezia Latreille, 1825 |

La sous-famille des Trapeziinae comporte aussi trois espèces fossiles : 
- genre †Archaeotetra Schweitzer, 2005
- genre †Eomaldivia Müller & Collins, 1991
- genre †Paratetralia Beschin, Busulini, De Angeli & Tessier, 2007

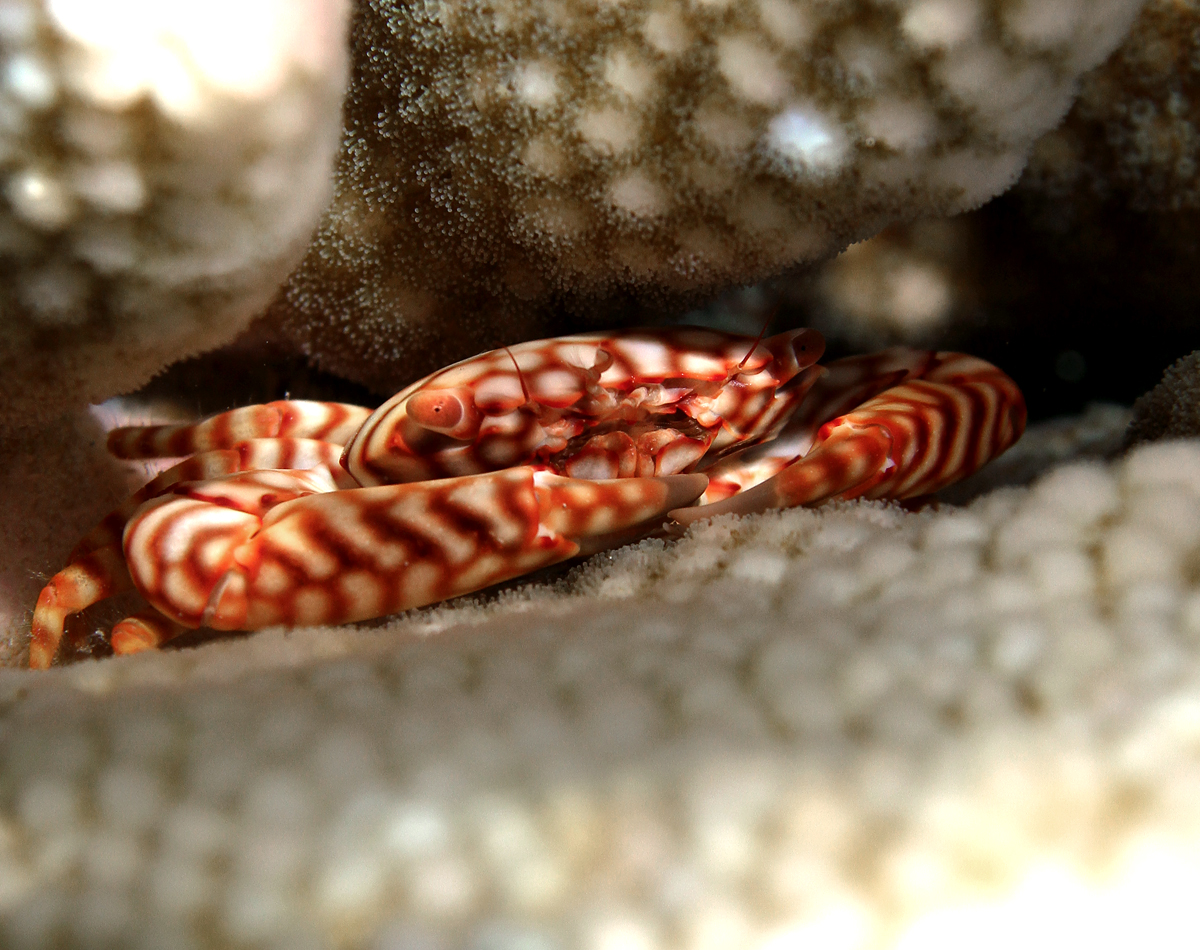
Trapezia flavopunctata
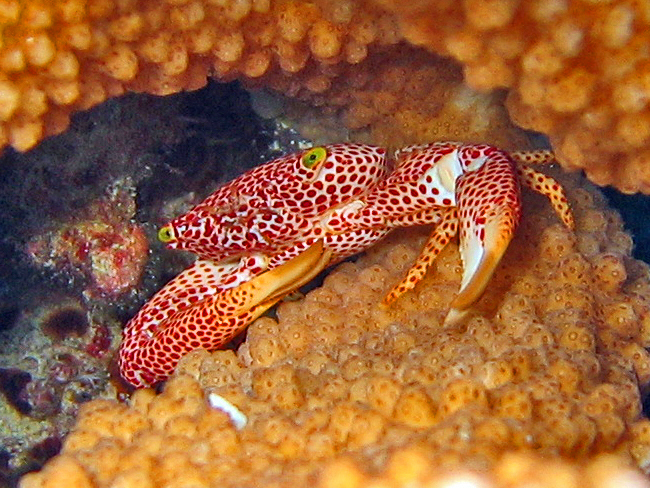
Trapezia rufopunctata